# غارات بليون الجوية 2020
في 27 فبراير 2020، شنّ سلاح الجو العربي السوري والقوات الجوية الروسية غارتين جويتين على قافلة تابعة للجيش التركي في باليون بإدلب. أقر الرئيس التركي رجب طيب أردوغان أن 34 جنديا تركيا قتلوا في الغارات، بينما ذكرت مصادر أخرى قريبة من تركيا أن عدد القتلى يتراوح بين 50 إلى 100 جنديًا تركيًا، مما يجعله الهجوم الأكثر دموية على القوات التركية منذ بداية تدخلها في الحرب. أصيب كذلك ما بين 36 و60 جنديًا، من بينهم 16 في حالة حرجة.

## الضربات
في حوالي الساعة 11 صباحًا في 27 فبراير 2020، بدأت طائرتان روسيتان من طراز سوخوي 34 وطائرتان مقاتلتان من طراز سوخوي 22 في قصفٍ مكثفٍ لفصائل المعارضة المدعومة من تركيا في الريف الجنوبي من محافظة إدلب السورية. وفقًا للمصادر الروسية، فبعد الساعة الواحدة بعد الظهر، شنت القوات التركية أكثر من 15 هجومًا على منظومات الدفاع الجوي المحمولة على الطائرات الروسية والسورية، حيث تعرضت بعض الطائرات الروسية لأضرار أثناء تجنبها الحريق.
في حوالي الساعة 5 مساءً؛ استهدفت غارة جوية على الطريق بين البراء وبليون على بعد حوالي خمسة كيلومترات إلى الشمال من كفر نابل، كتيبة مشاة تركية مؤلفة من 400 رجل كانت تسير في قافلة. أدت الغارة الجوية الخفيفة التي قامت بها طائرة من طراز سوخوي 22 إلى إيقافِ القافلة، وبعد ذلك أجبر القصفُ الجنود الأتراك على اللجوء إلى المباني المجاورة. لقد أفادت التقارير أن الطائرات الروسية أسقطت قنابل موجهة بالليزر KAB-1500L على المواقع التركية، مما أدى إلى انهيار مبنيين وترك عدد من الجنود تحت الأنقاض. نفت روسيا أنها نفذت غارات جوية في المنطقة وذكرت أنها بذلت محاولات لضمان توقف الجيش السوري عن إطلاق النار للسماح بإجلاء القوات التركية، لكنها لاحظت أن القوات التركية لم يكن عليها التواجد في المنطقة، حيث كانت «عمليات مكافحة الإرهاب» تجري، كما فشلت تركيا في إخبارها بوجود الجنود مقدمًا.

## الانتقام التركي
وفقًا لوزارة الدفاع الوطني التركية، ردت تركيا على الغارات الجوية وحيدت 329 من قوات الحكومة السورية ودمرت خمس طائرات هليكوبتر و23 دبابة و10 مركبات مدرعة و23 مدفعية ومدافع هاوتزر وخمس شاحنات ذخيرة وطائرة واحدة من طراز SA-17 وطائرة واحدة من طراز SA-22 أنظمة الدفاع، وثلاثة مستودعات للذخيرة، ومستودعتان للمخازن، ومبنى رئيسي واحد تابع للحكومة السورية، وهو أمر لا يمكن تأكيده. اعترف مسؤول عسكري سوري بأن مركباتهم المدرعة والتقنية كانت مستهدفة بشدة وأن ترسانتها في شمال غرب سوريا تعرضت لتدمير كبير. ذكرَ المرصد السوري لحقوق الإنسان أن 93 جنديًا سوريًا و10 من مقاتلي حزب الله وأربعة مقاتلين أجانب آخرين قتلوا في الهجمات التي شنتها الطائرات بدون طيار والمدفعية التركية في الفترة من 28 فبراير إلى 1 مارس. قتلت نيران الحكومة السورية جنديين تركيين وأصابت من ثلاثة إلى تسعة آخرين.
استخدمت طائرات مقاتلة وطائرة بدون طيار ونيران برية في الانتقام وفقا لوزارة الدفاع التركية. ووفقًا لمصادر تركية، دخلت الطائرات المقاتلة التركية المجال الجوي السوري بينما أطلقت الطائرات المقاتلة التابعة للقوات الجوية التركية F-16 ذخائر طويلة المدى موجهة بدقة دون دخول المجال الجوي السوري.
كما نشرت تركيا إم آي إم-23 هوك أرض-جو على حدودها مع سوريا في اليوم التالي.
نظرًا لأن المواجهة العسكرية المباشرة كانت شديدة الخطورة، دعمت أنقرة خصوم روسيا في صراعات أخرى، لا سيما في أوكرانيا وليبيا. من أبريل إلى يونيو 2020، استخدمت تركيا ليبيا كجبهة مضادة ضد روسيا للضغط على موسكو بعد الأحداث في سوريا وإضعاف مرتزقة فاغنر.

أدت الضربات الجوية للطائرات التركية المسيّرة والعمليات الجوية إلى خسائر كبيرة في صفوف القوات الروسية، والتي يمكن اعتبارها انتقامًا غير مباشر لما حدث في إدلب.

كرد إضافي على التوترات مع روسيا في سوريا، لا سيما بعد الغارة الجوية على القوات التركية في باليون (فبراير 2020)، كثفت تركيا تعاونها العسكري مع أوكرانيا. لم تكن إمدادات الطائرات التركية المسيّرة لأوكرانيا انتقامًا مباشرًا للهجوم في باليون، لكنها كانت جزءًا من استراتيجية أوسع للضغط على روسيا في عدة مناطق في آنٍ واحد، لا سيما في سوريا وليبيا وأوكرانيا.

نظرًا لأن المواجهة العسكرية المباشرة كانت شديدة الخطورة، دعمت أنقرة خصوم روسيا في صراعات أخرى، ولا سيما في أوكرانيا وليبيا. بين أبريل ويونيو 2020، استخدمت تركيا ليبيا كجبهة مضادة ضد روسيا للضغط على موسكو بعد الأحداث في سوريا وإضعاف مرتزقة فاغنر.

أدت الضربات الجوية للطائرات التركية المسيّرة والعمليات الجوية إلى تكبيد روسيا خسائر كبيرة، مما يمكن اعتباره انتقامًا غير مباشر لأحداث إدلب.

كرد إضافي على التوترات مع روسيا في سوريا، لا سيما بعد الغارة الجوية على القوات التركية في باليون (فبراير 2020)، كثفت تركيا تعاونها العسكري مع أوكرانيا. لم تكن إمدادات الطائرات التركية المسيّرة إلى أوكرانيا انتقامًا مباشرًا للهجوم في باليون، لكنها كانت جزءًا من استراتيجية أوسع للضغط على روسيا في عدة مناطق في وقت واحد، لا سيما في سوريا وليبيا وأوكرانيا.

## ردود الأفعال
عقد مجلس الوزراء التركي اجتماعًا طارئًا بشأن الغارات الجوية وهددت الحكومة التركية بالانتقام من الحكومة السورية بسبب الضربات، وفتحت حدودها أمام اللاجئين السوريين لدخول البر الأوروبي. وبالإضافة إلى ذلك، تحدث وزير الخارجية التركي مولود جاويش أوغلو مع الأمين العام لحلف الناتو، ينس ستولتنبرغ، بشأن الحادث.
وقعت احتجاجات ضد روسيا في القنصلية الروسية في إسطنبول في اليوم التالي للغارات.
في 29 فبراير 2020، منع الوفد اليوناني في الناتو إصدار إعلان مشترك يهدف إلى دعم تركيا فيما يتعلق بعملها العسكري في سوريا. ووفقًا لكاثيمريني دايلي، فإن السبب وراء استخدام حق النقض هو أن الولايات المتحدة والمملكة المتحدة وفرنسا وألمانيا رفضت الطلب اليوناني بإضافة فقرة تتعلق بمسألة تدفق اللاجئين والمهاجرين من تركيا إلى اليونان.
في 2 مارس 2020، نفى وزير الدفاع الأمريكي مارك إسبر الدعم الجوي الأمريكي لتركيا بإدلب في سوريا. صرح رئيس الأركان المشتركة الأمريكية الجنرال مارك ميلي بأنهم «لا يملكون» معلومات استخباراتية واضحة حول من كان يقود الطائرات التي نفذت الغارة.